# Anna Maria Stanhope

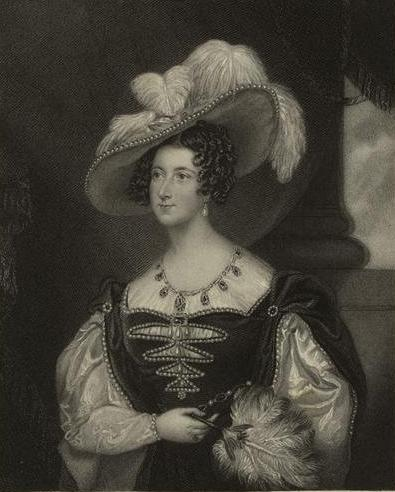
Anna Russell, Marchioness of Tavistock, um 1820

Lady Anna Maria Stanhope (* 3. September 1783; † 3. Juli 1857 in London) war eine britische Adlige und Hofdame der Königin Victoria. Durch Ehe führte sie von 1808 bis 1839 den Höflichkeitstitel Marchioness of Tavistock und ab 1839 den Höflichkeitstitel Duchess of Bedford. In der Literatur wird oft ihr die Einführung des britischen Nachmittagstees (Afternoon bzw. Five-O-Clock-Tea) zugeschrieben.
Sie war eine Tochter des Charles Stanhope, 3. Earl of Harrington. 1808 heiratete sie Francis Russell, Marquess of Tavistock, den ältesten Sohn des John Russell, 6. Duke of Bedford, der diesen 1839 als 7. Duke of Bedford beerbte. Durch die Ehe war sie auch Schwägerin des Premierministers John Russell, 1. Earl Russell.
Sie amtierte von 1837 bis 1841 als Lady of the Bedchamber für Königin Victoria und war 1840 Chief Mourner beim Begräbnis der Prinzessin Augusta Sophia.
Aus ihrer Ehe hatte sie einen Sohn, William Russell, 8. Duke of Bedford (1809–1872).